# Ostroměř
Ostroměř är en ort i Tjeckien.   Den ligger i distriktet Okres Jičín och regionen Hradec Králové, i den centrala delen av landet, 90 km öster om huvudstaden Prag. Ostroměř ligger 263 meter över havet och antalet invånare är 1 368.
Terrängen runt Ostroměř är huvudsakligen platt, men norrut är den kuperad. Runt Ostroměř är det ganska tätbefolkat, med 70 invånare per kvadratkilometer. Närmaste större samhälle är Hořice, 5,9 km öster om Ostroměř. Trakten runt Ostroměř består till största delen av jordbruksmark.